# Эритрина
Запрос «Коралловое дерево» перенаправляется сюда; о виде птерокарпуса, который иногда также называют коралловым деревом, см. Pterocarpus soyauxii.

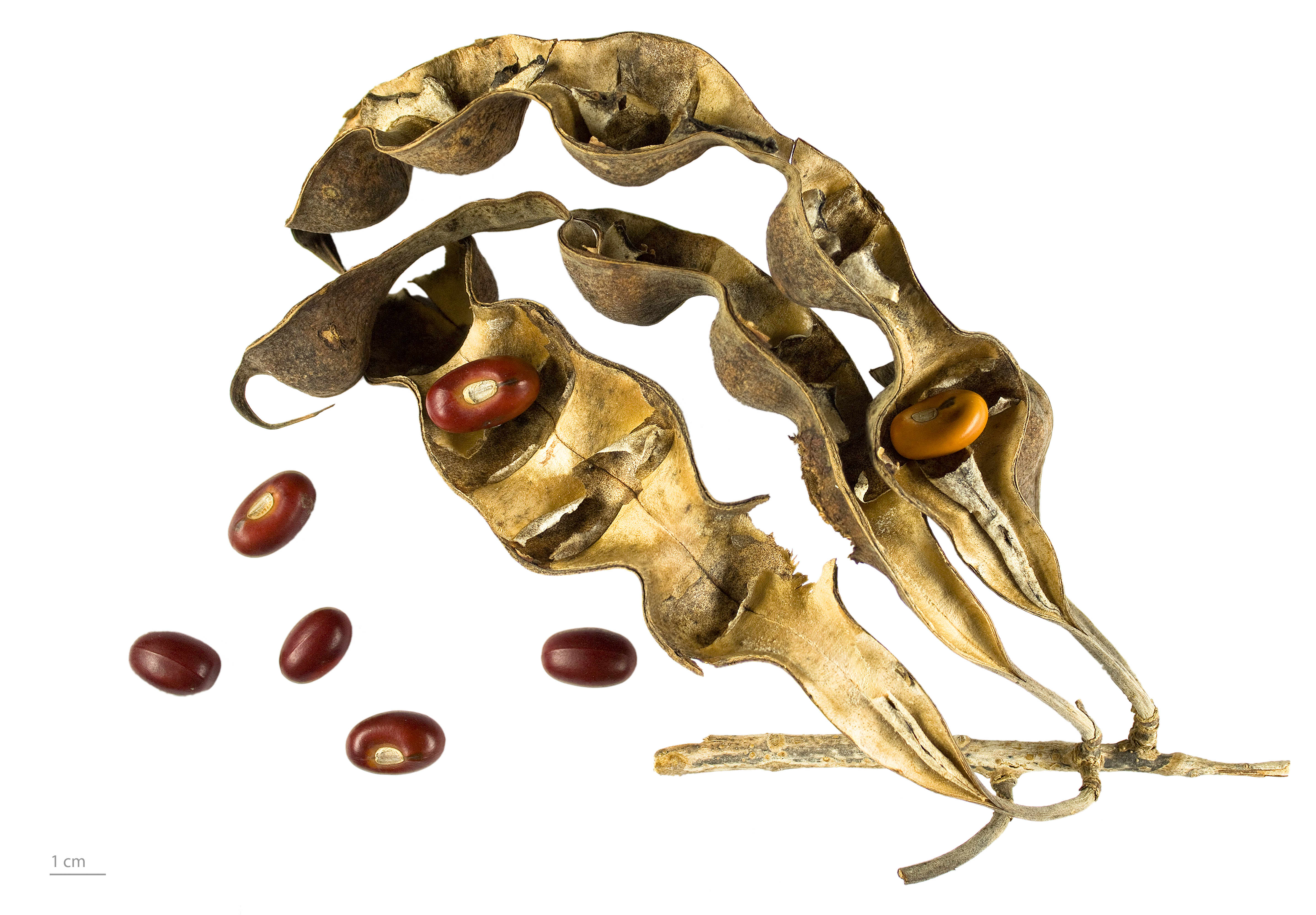
Плоды и семена, Тулузский музеум

Эритри́на, или Коралловое дерево (лат. Erythrina), — род цветковых растений семейства бобовых.

## Описание и экология
Эритрины — деревья, достигающие 30 м в высоту. В роде около 130 видов, произрастающих в тропических и субтропических регионах по всему миру. Родовое название указывает на красный цвет цветков некоторых видов (греч. ερυθρóς — красный). Не у всех видов эритрин красные цветы. У эритрины гавайской они могут быть оранжевого, жёлтого, зелёного, лососевого и белого цвета. Семена представляют собой бобы, собранные в стручки, содержащие один или несколько семян. Из-за того, что семена могут переносится морем на большие расстояния, их ещё называют «морскими бобами». Листьями эритрин питаются личинки некоторых чешуекрылых, включая молей рода Endoclita и бабочек рода Hypercompe. Семенами питаются многие виды птиц, в частности чёрные дрозды.

## Использование и применение
Некоторые эритрины используются в тропиках и субтропиках, как уличные и парковые деревья, особенно в засушливых регионах. В таких странах, как Венесуэла, эти деревья используются для создания тени для какао и кофейных деревьев. В Бенгалии эритрины используются для этих же целей на плантациях Schumannianthus dichotoma. Семена некоторых видов содержат сильные алкалоиды и используются аборигенами в лечебных и других целях.

## Таксономия
Род Эритрина включает 128 видов:
- Erythrina abyssinica DC. — Эритрина абиссинская
- Erythrina acanthocarpa E.Mey.
- Erythrina addisoniae Hutch. & Dalziel
- Erythrina amazonica Krukoff — Эритрина амазонская
- Erythrina americana Mill. — Эритрина американская
- Erythrina ankaranensis Du Puy & Labat
- Erythrina arborescens Roxb.
- Erythrina atitlanensis Krukoff & Barneby
- Erythrina barqueroana Krukoff & Barneby
- Erythrina batolobium Barneby & Krukoff
- Erythrina baumii Harms
- Erythrina berenices Krukoff & Barneby
- Erythrina berteroana Urb.
- Erythrina bidwillii Lindl.
- Erythrina blakei R.Parker
- Erythrina breviflora DC.
- Erythrina brucei Schweinf.
- Erythrina buchii Urb.
- Erythrina burana Chiov.
- Erythrina burttii Baker f.
- Erythrina caffra Thunb.
- Erythrina caribaea Krukoff & Barneby
- Erythrina castillejiflora Krukoff & Barneby
- Erythrina chiapasana Krukoff — Эритрина чьяпасская
- Erythrina chiriquensis Krukoff
- Erythrina cobanensis Krukoff & Barneby
- Erythrina cochleata Standl.
- Erythrina coddii Krukoff & Barneby
- Erythrina corallodendron L. — Эритрина коралловое дерево
- Erythrina coralloides DC. — Эритрина коралловидная
- Erythrina costaricensis Micheli
- Erythrina crista-galli L. — Эритрина петушиный гребень
- Erythrina cubensis C.Wright — Эритрина кубинская
- Erythrina decora Harms
- Erythrina dominguezii Hassl.
- Erythrina droogmansiana De Wild. & T.Durand
- Erythrina dyeri Hennessy
- Erythrina edulis Micheli
- Erythrina eggersii Krukoff & Moldenke
- Erythrina elenae R.A.Howard & W.R.Briggs
- Erythrina euodiphylla Hassk.
- Erythrina excelsa Baker
- Erythrina falcata Benth.
- Erythrina flabelliformis Kearney
- Erythrina florenciae Krukoff & Barneby
- Erythrina folkersii Krukoff & Moldenke
- Erythrina fusca Lour.
- Erythrina gibbosa Cufod.
- Erythrina globocalyx Porsch & Cufod.
- Erythrina goldmanii Standl.
- Erythrina greenwayi Verdc.
- Erythrina grisebachii Urb.
- Erythrina guatemalensis Krukoff
- Erythrina haerdii Verdc.
- Erythrina hazomboay Du Puy & Labat
- Erythrina hennessyae Krukoff & Barneby
- Erythrina herbacea L.
- Erythrina hondurensis Standl.
- Erythrina horrida DC.
- Erythrina huehuetenangensis Krukoff & Barneby
- Erythrina humeana Spreng. — Эритрина Юма
- Erythrina insularis Bailey
- Erythrina johnsoniae Hennessy
- Erythrina lanata Rose
- Erythrina lanceolata Standl.
- Erythrina lanigera P.A.Duvign. & R.Majot-Rochez
- Erythrina latissima E.Mey.
- Erythrina leptopoda Urb. & Ekman
- Erythrina leptorhiza DC.
- Erythrina livingstoniana Baker
- Erythrina lysistemon Hutch.
- Erythrina macrophylla DC.
- Erythrina madagascariensis Du Puy & Labat — Эритрина мадагаскарская
- Erythrina megistophylla Diels
- Erythrina melanacantha Harms
- Erythrina mendesii Torre
- Erythrina merrilliana Krukoff
- Erythrina mexicana Krukoff
- Erythrina microcarpa Koord. & Valeton
- Erythrina mildbraedii Harms
- Erythrina mitis Jacq.
- Erythrina montana Rose & Standl.
- Erythrina oaxacana (Krukoff) Barneby
- Erythrina oliviae Krukoff
- Erythrina orophila Ghesq.
- Erythrina pallida Britton
- Erythrina perrieri R.Vig.
- Erythrina peruviana Krukoff
- Erythrina poeppigiana (Walp.) O.F.Cook
- Erythrina polychaeta Harms
- Erythrina pudica Krukoff & Barneby
- Erythrina pygmaea Torre
- Erythrina resupinata Roxb.
- Erythrina rubrinervia Kunth
- Erythrina sacleuxii Hua
- Erythrina salviiflora Krukoff & Barneby
- Erythrina sandwicensis Degener — Эритрина гавайская
- Erythrina santamartensis Krukoff & Barneby
- Erythrina schimpfii Diels
- Erythrina schliebenii Harms
- Erythrina senegalensis DC.
- Erythrina sigmoidea Hua
- Erythrina similis Krukoff
- Erythrina smithiana Krukoff
- Erythrina sousae Krukoff & Barneby
- Erythrina speciosa Andrews
- Erythrina standleyana Krukoff
- Erythrina steyermarkii Krukoff & Barneby
- Erythrina stricta Roxb.
- Erythrina suberosa Roxb.
- Erythrina subumbrans (Hassk.) Merr.
- Erythrina sykesii Barneby & Krukoff
- Erythrina tahitensis Nadeaud
- Erythrina tajumulcensis Krukoff & Barneby
- Erythrina tholloniana Hua
- Erythrina thyrsiflora Gomez-Laur. & L.D.Gomez
- Erythrina tuxtlana Krukoff & Barneby
- Erythrina ulei Harms
- Erythrina variegata L.
- Erythrina velutina Willd.
- Erythrina verna Vell.
- Erythrina versicolor Bojer
- Erythrina vespertilio Benth.
- Erythrina vogelii Hook.f.
- Erythrina warneckei Baker f.
- Erythrina williamsii Krukoff & Barneby
- Erythrina yunnanensis S.K.Lee
- Erythrina zeyheri Harv.